# Kazuhiro Kōso
Kazuhiro Kōso (japanisch 高祖 和弘 Kōso Kazuhiro; * 6. März 1959 in der Präfektur Saga) ist ein ehemaliger japanischer Fußballspieler.

## Karriere
Kōso erlernte das Fußballspielen in der Schulmannschaft der Saga Higashi High School und der Universitätsmannschaft der Tenri-Universität. Seinen ersten Vertrag unterschrieb er 1981 bei den Matsushita Electric (heute: Gamba Osaka). Der Verein spielte in der Japan Soccer League. Er spielte dort von 1981 bis 1991 und war später von 1990 Torwart-Trainer dieser Mannschaft. Von 1990 bis 1997 war er der Torwart-Trainer. Von 2000 bis 2001 war er der Cheftrainer des J2-League-Vereins Sagan Tosu.

## Erfolge
Matsushita Electric
- Kaiserpokal

Sieger: 1990